# المطبخ الهندوراسي
يعتبر المطبخ الهندوراسي من المطابخ المتنوعة حيث يمزج بين المأكولات المحلية (Lenca) والإسبانية والكاريبية والإفريقية بالإضافة إلى أطباق شعب الغاريفونيون.
تهيمن المأكولات البحرية والذرة على المطبخ الهندوراسي التقليدي، والتي تعد ثقافة محلية شكلت جزءًا من السلسلة الغذائية لشعوب أمريكا الوسطى التي كانت تعيش فيها سابقا. يعتمد الطعام النموذجي في هندوراس على اللحوم والدواجن والأسماك والتورتيا والفاصوليا والأرز ومنتجات الألبان مثل الجبن والزبدة المحلية والخضروات أو البقوليات والفواكه. فيما تتوفر القهوة بوفرة في جميع أنحاء الأراضي الوطنية كمشروب مرافق للإفطار أو العشاء أو في أي وقت.
تشمل الأطباق الشهيرة اللحوم المشوية (كارني أسادا)، والدجاج مع الأرز والذرة والسمك المقلي مع البصل المتبل وفلفل هالبينو الحار وتامال و بالاديا. يستخدم حليب جوز الهند وجوز الهند في الأطباق الحلوة والمالحة والحارة وفي المناطق الساحلية وجزر الخليج، يتم إعداد المأكولات البحرية وبعض اللحوم بعدة طرق بما في ذلك حليب جوز الهند.